# Первенство РСФСР по футболу среди сборных команд регионов 1931
С 19 мая по 9 июня 1931 года в РСФСР в рамках Всесоюзного отборочного турнира к Мировой рабочей Спартакиаде (планировалось открытие 4 июля в Берлине) в честь 10-летнего юбилея Красного Спортивного Интернационала (КСИ) был проведен футбольный турнир среди сборных команд городов.
Победителем соревнований стала сборная команда Москвы.

## Организация и проведение турнира
В связи с планировавшейся Спартакиадой (впрочем, так и не состоявшейся ввиду запрета властей Германии), турнир пришлось проводить буквально перед началом сезона, то есть в реалиях тех лет очень рано. Команды (и футбольные поля) во многих городах России были банально не готовы к проведению матчей. Поэтому первенство получилось несколько «усеченным»: многие российские регионы просто не смогли собрать и заявить свои неподготовленные коллективы.

## Участники
Допускались к участию именно регионы РСФСР (впрочем, их честь могли защищать и сборные городов):
- Московская область - представлена сборной командой Москвы;
- Ленинградская область - сборная команда Ленинграда;
- Северный Кавказ - сборная городов Ростова-на-Дону, Краснодара и Таганрога;
- Крымская АССР - сборная городов Симферополя и Севастополя;
- Карельская АССР - сборная Петрозаводска;
- Нижегородская область - сборная городов Нижнего Новгорода, Сормово, Джержинска, Канавино;
- Уральская область - сборная городов Свердловска, Перми, Мотовилихи;
- Иваново-Вознесенская область - сборная города Иваново;

## Ход турнира
Турнир проводился по «олимпийской системе», матчи проводились на поле одной из команд.
|  | Четвертьфиналы               | Четвертьфиналы        |                   |    | Полуфиналы | Полуфиналы |  |  | Финал | Финал |
|  |                              |                       |                   |    |            |            |  |  |       |       |
|  | 19 мая.Ростов-на-Дону        |                       |                   |    |            |            |  |  |       |       |
|  |                              |                       |                   |    |            |            |  |  |       |       |
|  | Северный Кавказ              | 5                     |                   |    |            |            |  |  |       |       |
|  | Северный Кавказ              | 5                     | 29 мая. Москва    |    |            |            |  |  |       |       |
|  | Крымская АССР                | 0                     |                   |    |            |            |  |  |       |       |
|  | Крымская АССР                | 0                     | Москва            | 3  |            |            |  |  |       |       |
|  | 25 мая. Москва               |                       | Москва            | 3  |            |            |  |  |       |       |
|  |                              | Северный Кавказ       | 0                 |    |            |            |  |  |       |       |
|  | Москва                       | Северный Кавказ       | 0                 | 13 |            |            |  |  |       |       |
|  | Москва                       |                       | 9 июня. Ленинград | 13 |            |            |  |  |       |       |
|  | Иваново-Вознесенская область | 0                     |                   |    |            |            |  |  |       |       |
|  | Иваново-Вознесенская область | 0                     | Москва            | 4  |            |            |  |  |       |       |
|  | 23 мая. Петрозаводск         |                       | Москва            | 4  |            |            |  |  |       |       |
|  |                              | Ленинград             | 3                 |    |            |            |  |  |       |       |
|  | Ленинград                    | Ленинград             | 3                 | 9  |            |            |  |  |       |       |
|  | Ленинград                    | 29 мая. Ленинград     |                   | 9  |            |            |  |  |       |       |
|  | Карельская АССР              | 0                     |                   |    |            |            |  |  |       |       |
|  | Карельская АССР              | 0                     | Ленинград         | 17 |            |            |  |  |       |       |
|  | 24 мая. Нижний Новгород      |                       | Ленинград         | 17 |            |            |  |  |       |       |
|  |                              | Нижегородская область | 0                 |    |            |            |  |  |       |       |
|  | Нижегородская область        | Нижегородская область | 0                 | 3  |            |            |  |  |       |       |
|  | Нижегородская область        |                       |                   | 3  |            |            |  |  |       |       |
|  | Уральская область            | 1                     |                   |    |            |            |  |  |       |       |
|  | Уральская область            | 1                     |                   |    |            |            |  |  |       |       |
|  |                              |                       |                   |    |            |            |  |  |       |       |
|  |                              |                       |                   |    |            |            |  |  |       |       |

## Матчи

### 1/4 финала
| 19 мая | Северный Кавказ | 5:0 | Крымская АССР | Ростов-на-Дону |
| Северный Кавказ: Добрынин - Булгаков, Малахно - Трейнис, Крамшин, Жеромский - Сизов, Урбанский, Гончаров, Карнаруков, Сердюков |                 |     |               |                |

| 23 мая | Ленинград | 9:0 | Карельская АССР | Петрозаводск                                   |
| |           |     |                 | Стадион: «им.10-летия Карелии» Зрителей: 2 000 |
| Ленинград: Рябинин - Епишин,В.Топталов - Попов, Батырев, Гуськов - Никандров, Елисеев, Бутусов, Б.Шелагин, Аксёнов (на замену выходил Ивин) Карельская АССР: К.Васильев - Попов, Шлеймович - Акимов, Карулин, Фомин - Буянов, Снегирёв, Кулезнев, Гусев, Кураев (на замену выходил Сувинен) |           |     |                 |                                                |

| 24 мая | Нижегородская область                    | 3:1 | Уральская область | Нижний Новгород                                         |
| | - Мещеряков 17′ - Ефимов 51′ - Низов 51′ |     | - 12′ ?           | Стадион: «Крайпрофсовета» Зрителей: 6 000 Судья: Клевко |
| Нижегородская область: Снопков - Коровин, Ползунов - Дементьев, Остроушко, Тарасов - Низов, Ефимов, Пшеничнов, Мещеряков, Орешин Уральская область: Иванов - Лутошкин, Кузьминых, ... |                                          |     |                   |                                                         |

| 25 мая | Москва | 13:0 | Иваново-Вознесенская область | Москва                                                |
| |        |      |                              | Стадион: «союза пищевиков им.Томского» Судья: Ракович |
| Москва: И.Филиппов - Ал.Старостин, Пчеликов - Леута, Селин, Никишин - Н.Старостин, С.Иванов, Исаков, Павлов, С.Ильин Иваново-Вознесенская область: Булычёв - Гусев, Косогоров - Шитаев, Кованцев, Козлов - Щибров, Мосалёв, Рогов, Берманов, Тележкин |        |      |                              |                                                       |

### 1/2 финала
| 29 мая | Ленинград | 17:0 | Нижегородская область | Ленинград            |
|        |           |      |                       | Стадион: «им.Ленина» |

| 29 мая | Москва                                 | 3:0 | Северный Кавказ | Москва                                 |
| | - Павлов 17′ ~67′ - С.Ильин 25′ (пен.) |     | 21'(пен)        | Стадион: «союза пищевиков им.Томского» |
| Москва: И.Филиппов - Ал.Старостин, Пчеликов - Леута, Селин, Никишин - ?, С.Иванов, Исаков, Павлов, С.Ильин |                                        |     |                 |                                        |

### Финал
| Москва                              | 4:3     | Ленинград                                            |
| ----------------------------------- | ------- | ---------------------------------------------------- |
| - Павлов 30′ - С.Иванов 46′ 56′ 73′ | (отчёт) | - 18′ Бутусов - 42′ П.Григорьев - 72′ (пен.) Батырев |

| Москва: И.Филиппов - Ал.Старостин, Пчеликов - Леута, Ан.Старостин, Никишин - Прокофьев, С.Иванов, Исаков, Павлов, С.Ильин Ленинград: Н.Соколов - Юденич, Корнилов(30' В.Топталов) - Попов, Батырев, Беляков - П.Григорьев, Бутусов, Дежонков, Елисеев, Аксёнов |